# Tour de France-vindere
Herunder følger en liste over alle Tour de France-vindere siden løbets begyndelse i 1903 sammen med vinderne af bjergkonkurrencen (indført i 1933), pointkonkurrencen (indført i 1953), ungdomskonkurrencen (indført i 1975), holdkonkurrencen og angrebskonkurrencen.
| Nr. | År   | Vinder (1., 2. og 3. plads)                             | Bjergkonkurrence (1., 2. og 3. plads)                   | Pointkonkurrence (1., 2. og 3. plads)                       | Ungdomskonkurrence (1., 2. og 3. plads)                     | Holdkonkurrence (1., 2. og 3. plads)                                     | Angrebskonkurrence   |
| --- | ---- | ------------------------------------------------------- | ------------------------------------------------------- | ----------------------------------------------------------- | ----------------------------------------------------------- | ------------------------------------------------------------------------ | -------------------- |
| 112 | 2025 | Tadej Pogačar Jonas Vingegaard Florian Lipowitz         | Tadej Pogačar Jonas Vingegaard Lenny Martinez           | Jonathan Milan Tadej Pogačar Biniam Girmay                  | Florian Lipowitz Oscar Onley Kévin Vauquelin                | Team Visma \| Lease a Bike UAE Team Emirates XRG Red Bull-Bora-Hansgrohe | Ben Healy            |
| 111 | 2024 | Tadej Pogačar Jonas Vingegaard Remco Evenepoel          | Richard Carapaz Tadej Pogačar Jonas Vingegaard          | Biniam Girmay Jasper Philipsen Bryan Coquard                | Remco Evenepoel Carlos Rodríguez Matteo Jorgenson           | UAE Team Emirates Team Visma \| Lease a Bike Soudal Quick-Step           | Richard Carapaz      |
| 110 | 2023 | Jonas Vingegaard Tadej Pogačar Adam Yates               | Giulio Ciccone Felix Gall Jonas Vingegaard              | Jasper Philipsen Mads Pedersen Bryan Coquard                | Tadej Pogačar Carlos Rodríguez Felix Gall                   | Team Jumbo-Visma UAE Team Emirates Bahrain Victorious                    | Victor Campenaerts   |
| 109 | 2022 | Jonas Vingegaard Tadej Pogačar Geraint Thomas           | Jonas Vingegaard Simon Geschke Giulio Ciccone           | Wout van Aert Jasper Philipsen Tadej Pogačar                | Tadej Pogačar Tom Pidcock Brandon McNulty                   | Ineos Grenadiers Groupama-FDJ Team Jumbo-Visma                           | Wout van Aert        |
| 108 | 2021 | Tadej Pogačar Jonas Vingegaard Richard Carapaz          | Tadej Pogačar Wout Poels Jonas Vingegaard               | Mark Cavendish Michael Matthews Sonny Colbrelli             | Tadej Pogačar Jonas Vingegaard David Gaudu                  | Bahrain Victorious EF Education-Nippo Team Jumbo-Visma                   | Franck Bonnamour     |
| 107 | 2020 | Tadej Pogačar Primož Roglič Richie Porte                | Tadej Pogačar Richard Carapaz Primož Roglič             | Sam Bennett Peter Sagan Matteo Trentin                      | Tadej Pogačar Enric Mas Valentin Madouas                    | Movistar Team Team Jumbo-Visma Bahrain-McLaren                           | Marc Hirschi         |
| 106 | 2019 | Egan Bernal Geraint Thomas Steven Kruijswijk            | Romain Bardet Egan Bernal Tim Wellens                   | Peter Sagan Caleb Ewan Elia Viviani                         | Egan Bernal David Gaudu Enric Mas                           | Trek-Segafredo Ineos EF Education First Pro Cycling                      | Julian Alaphilippe   |
| 105 | 2018 | Geraint Thomas Tom Dumoulin Chris Froome                | Julian Alaphilippe Warren Barguil Rafał Majka           | Peter Sagan Alexander Kristoff Arnaud Démare                | Pierre Latour Egan Bernal Guillaume Martin                  | Movistar Team Bahrain–Merida Team Sky                                    | Daniel Martin        |
| 104 | 2017 | Chris Froome Rigoberto Urán Romain Bardet               | Warren Barguil Primož Roglič Thomas De Gendt            | Michael Matthews André Greipel Edvald Boasson Hagen         | Simon Yates Louis Meintjes Emanuel Buchmann                 | Team Sky AG2R La Mondiale Trek-Segafredo                                 | Warren Barguil       |
| 103 | 2016 | Chris Froome Romain Bardet Nairo Quintana               | Rafal Majka Thomas De Gendt Jarlinson Pantano           | Peter Sagan Marcel Kittel Michael Matthews                  | Adam Yates Louis Meintjes Emanuel Buchmann                  | Movistar Team Team Sky BMC Racing Team                                   | Peter Sagan          |
| 102 | 2015 | Chris Froome Nairo Quintana Alejandro Valverde          | Chris Froome Nairo Quintana Romain Bardet               | Peter Sagan André Greipel John Degenkolb                    | Nairo Quintana Romain Bardet Warren Barguil                 | Movistar Team Team Sky Tinkoff-Saxo                                      | Romain Bardet        |
| 101 | 2014 | Vincenzo Nibali Jean-Christophe Peraud Thibaut Pinot    | Rafal Majka Vincenzo Nibali Joaquim Rodriguez           | Peter Sagan Alexander Kristoff Bryan Coquard                | Thibaut Pinot Romain Bardet Michał Kwiatkowski              | Ag2r-La Mondiale Belkin Pro Cycling Team Movistar Team                   | Alessandro De Marchi |
| 100 | 2013 | Chris Froome Nairo Quintana Joaquim Rodríguez           | Nairo Quintana Chris Froome Pierre Rolland              | Peter Sagan Mark Cavendish André Greipel                    | Nairo Quintana Andrew Talansky Michał Kwiatkowski           | Team Saxo-Tinkoff Ag2r-La Mondiale RadioShack-Nissan-Trek                | Christophe Riblon    |
| 99  | 2012 | Bradley Wiggins Chris Froome Vincenzo Nibali            | Thomas Voeckler Fredrik Kessiakoff Chris Anker Sørensen | Peter Sagan André Greipel Matthew Goss                      | Tejay van Garderen Thibaut Pinot Steven Kruijswijk          | RadioShack-Nissan Sky BMC Racing Team                                    | Chris Anker Sørensen |
| 98  | 2011 | Cadel Evans Andy Schleck Fränk Schleck                  | Samuel Sánchez Andy Schleck Jelle Vanendert             | Mark Cavendish José Joaquín Rojas Philippe Gilbert          | Pierre Rolland Rein Taaramäe Jérôme Coppel                  | Garmin-Cervélo Team Leopard-Trek Ag2r-La Mondiale                        | Jérémy Roy           |
| 97  | 2010 | Andy Schleck Denis Menchov                              | Anthony Charteau Christophe Moreau Andy Schleck         | Alessandro Petacchi Mark Cavendish Thor Hushovd             | Andy Schleck Robert Gesink Roman Kreuziger                  | Team RadioShack Caisse d'Epargne Rabobank                                | Sylvain Chavanel     |
| 96  | 2009 | Alberto Contador Andy Schleck Ingen tredjeplads         | Franco Pellizotti Egoi Martínez Alberto Contador        | Thor Hushovd Mark Cavendish Gerald Ciolek                   | Andy Schleck Vincenzo Nibali Roman Kreuziger                | Astana Pro Team Garmin-Slipstream Team Saxo Bank                         | Franco Pellizotti    |
| 95  | 2008 | Carlos Sastre Cadel Evans Bernhard Kohl (dopet)         | Bernhard Kohl (dopet) Carlos Sastre Fränk Schleck       | Óscar Freire Thor Hushovd Erik Zabel                        | Andy Schleck Roman Kreuziger Vincenzo Nibali                | Team CSC-Saxo Bank Ag2r-La Mondiale Rabobank                             | Sylvain Chavanel     |
| 94  | 2007 | Alberto Contador Cadel Evans Levi Leipheimer            | Mauricio Soler Alberto Contador Yaroslav Popovych       | Tom Boonen Robert Hunter Erik Zabel                         | Alberto Contador Mauricio Soler Amets Txurruka              | Discovery Channel Caisse d'Epargne Team CSC                              | Amets Txurruka       |
| 93  | 2006 | Oscar Pereiro Sio Andreas Klöden Carlos Sastre          | Michael Rasmussen Floyd Landis David de la Fuente       | Robbie McEwen Erik Zabel Thor Hushovd                       | Damiano Cunego Markus Fothen Matthieu Sprick                | T-Mobile Team CSC Rabobank                                               | David De la Fuente   |
| 92  | 2005 | Ingen vinder Ivan Basso Jan Ullrich                     | Michael Rasmussen Oscar Pereiro Sio                     | Thor Hushovd Stuart O’Grady Robbie McEwen                   | Yaroslav Popovych Andrey Kashechkin Alberto Contador        | T-Mobile Discovery Channel Team CSC                                      | Oscar Pereiro Sio    |
| 91  | 2004 | Ingen vinder Andréas Klöden Ivan Basso                  | Richard Virenque Michael Rasmussen                      | Robbie McEwen Thor Hushovd Erik Zabel                       | Vladimir Karpets Sandy Casar Thomas Voeckler                | T-Mobile US Postal-Berry Floor Team CSC                                  | Richard Virenque     |
| 90  | 2003 | Ingen vinder Jan Ullrich A. Vinokourov                  | Richard Virenque Laurent Dufaux                         | Baden Cooke Robbie McEwen Erik Zabel                        | Denis Mensjov Mikel Astarloza Juan Miguel Mercado           | Team CSC Ibanesto.com Euskaltel                                          | A. Vinokourov        |
| 89  | 2002 | Ingen vinder Joseba Beloki Raimundas Rumsas             | Laurent Jalabert Mario Aerts Santiago Botero            | Robbie McEwen Erik Zabel Stuart O’Grady                     | Ivan Basso Nicolas Vogondy Christophe Brandt                | ONCE-Eroski U.S. Postal CSC-Tiscali                                      | Laurent Jalabert     |
| 88  | 2001 | Ingen vinder Jan Ullrich Joseba Beloki                  | Laurent Jalabert Jan Ullrich Laurent Roux               | Erik Zabel Stuart O’Grady Damien Nazon                      | Oscar Sevilla Francisco Mancebo Jörg Jaksche                | Kelme-Costa Blanca ONCE-Eroski Deutsche Telekom                          | Laurent Jalabert     |
| 87  | 2000 | Ingen vinder Jan Ullrich Joseba Beloki                  | Santiago Botero Javier Ochoa Richard Virenque           | Erik Zabel Robbie McEwen Romans Vainsteins                  | Francisco Mancebo Guido Trentin Grischa Niermann            | Kelme-Costa Blanca Festina Banesto                                       | Erik Dekker          |
| Nr  | År   | Vinder                                                  | Bjergkonkurrencen                                       | Pointkonkurrencen                                           | Ungdomskonkurrencen                                         | Holdkonkurrencen                                                         | Angrebskonkurrencen  |
| 86  | 1999 | Ingen vinder Alex Zülle Fernando Escartin               | Richard Virenque Alberto Elli Mariano Piccoli           | Erik Zabel Stuart O’Grady Christophe Capelle                | Benoit Salmon Mario Aerts Francisco Tomas Garcia            | Banesto ONCE Festina                                                     | Jacky Durand         |
| 85  | 1998 | Marco Pantani Jan Ullrich Bobby Julich                  | Christophe Rinero Marco Pantani Alberto Elli            | Erik Zabel Stuart O’Grady Tom Steels                        | Jan Ullrich Christophe Rinero Giuseppe di Grande            | Cofidis Casino U.S. Postal                                               | Jacky Durand         |
| 84  | 1997 | Jan Ullrich Richard Virenque Marco Pantani              | Richard Virenque Jan Ullrich Francesco Casagrande       | Erik Zabel Frederic Moncassin Mario Traversoni              | Jan Ullrich Peter Luttenberger Michael Boogerd              | Telekom Mercatone Uno Festina                                            | Richard Virenque     |
| 83  | 1996 | Bjarne Riis Jan Ullrich Richard Virenque                | Richard Virenque Bjarne Riis Laurent Dufaux             | Erik Zabel Frederic Moncassin Fabio Baldato                 | Jan Ullrich Peter Luttenberger Fernando Gines               | Festina Telekom Mapei-GB                                                 | Richard Virenque     |
| 82  | 1995 | Miguel Indurain Alex Zülle Bjarne Riis                  | Richard Virenque Claudio Chiappucci Alex Zülle          | Laurent Jalabert Djamolidine Abdoujaparov Miguel Indurain   | Marco Pantani Bo Hamburger Beat Zberg                       | ONCE Gewiss Ballan Mapei-GB                                              | Hernan Buenahora     |
| 81  | 1994 | Miguel Indurain Piotr Ugrumov Marco Pantani             | Richard Virenque Marco Pantani Piotr Ugrumov            | Djamolidine Abdoujaparov Silvio Martinello Jan Svorada      | Marco Pantani Richard Virenque Bo Hamburger                 | Festina Gewiss Ballan Mapei-Clas                                         | Eros Poli            |
| 80  | 1993 | Miguel Indurain Tony Rominger Zenon Jaskula             | Tony Rominger Claudio Chiappucci Oliverio Rincón        | Djamolidine Abdoujaparov Johan Museeuw Maximillian Sciandri | Antonio Martin Velasco Oliverio Rincón Richard Virenque     | Carrera Ariostea Ceramiche Clas-Cajastur                                 | Massimo Ghirotto     |
| 79  | 1992 | Miguel Indurain Claudio Chiappucci Gianni Bugno         | Claudio Chiappucci Richard Virenque Franco Chioccioli   | Laurent Jalabert Johan Museeuw Claudio Chiappucci           | Eddy Bouwmans Richard Virenque Jim Van de Laer              | Carrera Banesto Clas-Cajastur                                            | Claudio Chiappucci   |
| 78  | 1991 | Miguel Indurain Gianni Bugno Claudio Chiappucci         | Claudio Chiappucci Thierry Claveyrolat Luc Leblanc      | Djamolidine Abdoujaparov Laurent Jalabert Olaf Ludwig       | Alvaro Mejia Gerrit De Vries Dominik Krieger                | Banesto Castorama RMO                                                    | Claudio Chiappucci   |
| 77  | 1990 | Greg LeMond Claudio Chiappucci Erik Breukink            | Thierry Claveyrolat Claudio Chiappucci Roberto Conti    | Olaf Ludwig Johan Museeuw Erik Breukink                     | Gilles Delion Pascal Lino Dimitri Konychev                  | Z ONCE Banesto                                                           | Eduardo Chozas       |
| Nr  | År   | Vinder                                                  | Bjergkonkurrencen                                       | Pointkonkurrencen                                           | Ungdomskonkurrencen                                         | Holdkonkurrencen                                                         | Angrebskonkurrencen  |
| 76  | 1989 | Greg LeMond Laurent Fignon Pedro Delgado                | Gert-Jan Theunisse Pedro Delgado Steven Rooks           | Sean Kelly Etienne De Wilde Steven Rooks                    | Fabrice Philipot William Palacio Gérard Rué                 | PDM Reynolds Z-Peugeot                                                   | Laurent Fignon       |
| 75  | 1988 | Pedro Delgado Steven Rooks Fabio Parra                  | Steven Rooks Gert-Jan Theunisse Pedro Delgado           | Eddy Plankaert Davis Phinney Sean Kelly                     | Erik Breukink Raúl Alcalá Jaanus Kuum                       | PDM BH (cykelhold) Z-Peugeot                                             | Jérôme Simon         |
| 74  | 1987 | Stephen Roche Pedro Delgado Jean-Francois Bernard       | Luis Herrera Anselmo Fuerte Raúl Alcalá                 | Jean-Paul van Poppel Stephen Roche Pedro Delgado            | Raúl Alcalá Erik Breukink Gilles Sanders                    | Systeme U Café De Colombia BH (cykelhold)                                | Pedro Delgado        |
| 73  | 1986 | Greg LeMond Bernard Hinault Urs Zimmermann              | Bernard Hinault Luis Herrera Greg LeMond                | Eric Vanderaerden Josef Lieckens Bernard Hinault            | Andy Hampsten Ronan Pensec Jean-Francois Bernard            | La Vie Claire Peugeot-Shell Systeme U                                    | Bernard Hinault      |
| 72  | 1985 | Bernard Hinault Greg LeMond Stephen Roche               | Luis Herrera Pedro Delgado Robert Millar                | Sean Kelly Greg LeMond Stephen Roche                        | Fabio Parra Eduardo Chozas Steve Bauer                      | La Vie Claire Panasonic Peugeot                                          | Maarten Ducrot       |
| 71  | 1984 | Laurent Fignon Bernard Hinault Greg LeMond              | Robert Millar Laurent Fignon Angel Arroyo               | Frank Hoste Sean Kelly Eric Vanderaerden                    | Greg LeMond Pedro Muños Niki Rüttimann                      | Renault-Elf Skill-Reydel-Sem Reynolds                                    | Bernard Hinault      |
| 70  | 1983 | Laurent Fignon Angel Arroyo Peter Winnen                | Lucien van Impe Patrocinio Jiminez Robert Millar        | Sean Kelly Frits Pirard Laurent Fignon                      | Laurent Fignon Miguel Arroyo Stephen Roche                  | TI-Raleigh La Redoute-Motobecane Renault-Elf Gitane                      | Serge Demierre       |
| 69  | 1982 | Bernard Hinault Joop Zoetemelk Johan Van Der Velde      | Bernard Vallet Jean-René Bernaudeau Beat Breu           | Sean Kelly Bernard Hinault Phil Anderson                    | Phil Anderson Kim Andersen Marc Madiot                      | Coop-Mercier Renault-Elf-Gitane Peugeot-Shell                            | Régis Clére          |
| 68  | 1981 | Bernard Hinault Lucien Van Impe Robert Alban            | Lucien Van Impe Bernard Hinault Jean-René Bernaudeau    | Freddy Maertens William Tackaert Bernard Hinault            | Peter Winnen Claude Criquielion Phil Anderson               | Peugeot-Esso Renault-Elf-Gitane Capri Sonne                              | Bernard Hinault      |
| 67  | 1980 | Joop Zoetemelk Hennie Kuiper Raymond Martin             | Raymond Martin Ludo Loos Ludo Peeters                   | Rudy Pevenage Sean Kelly Ludo Peeters                       | Johan van der Velde Claude Criquielion Daniel Plummer       | Miko-Mercier Ti-Raleigh Puch-Sem                                         | Christian Levasseur  |
| Nr  | År   | Vinder                                                  | Bjergkonkurrencen                                       | Pointkonkurrencen                                           | Ungdomskonkurrencen                                         | Holdkonkurrencen                                                         | Angrebskonkurrencen  |
| 66  | 1979 | Bernard Hinault Joop Zoetemelk Joaquim Agostinho        | Giovanni Battaglin Bernard Hinault Mariano Martines     | Bernard Hinault Dietrich Thurau Joop Zoetemelk              | Jean-René Bernaudeau Claude Criquielion Johan van der Velde | Renault-Gitane Flandria Ti-Raleigh                                       | Willy Teirlinck      |
| 65  | 1978 | Bernard Hinault Joop Zoetemelk Joaquim Agostinho        | Mariano Martínez Bernard Hinault Joop Zoetemelk         | Freddy Maertens Jacques Esclassan Bernard Hinault           | Henk Lubberding Sven-Åke Nilsson René Bittinger             | Miko-Mercier Ti-Raleigh KAS                                              |                      |
| 64  | 1977 | Bernard Thévenet Joop Hennie Kuiper Lucien Van Impe     | Lucien Van Impe Hennie Kuiper Pedro Torres              | Jacques Ecclassan Giacinto Santambrogio Dietrch Thurau      | Dietrich Thurau Alain Meslet Pierre-Raymond Villemaine      | Ti-Raleigh Miko-Mercier KAS                                              |                      |
| 63  | 1976 | Lucien Van Impe Joop Zoetemelk Raymond Poulidor         | Giancarlo Bellini Lucien Van Impe Joop Zoetemelk        | Freddy Maertens Pierino Gavazzi Jacques Ecclassan           | Enrique Martinez Alain Meslin Bert Pronk                    | KAS GAN-Mercier Scic-Fiat                                                |                      |
| 62  | 1975 | Bernard Thévenet Eddy Merckx Lucien Van Impe            | Lucien Van Impe Eddy Merckx Joop Zoetemelk              | Rik Van Linden Eddy Merckx Francesco Moser                  | Francesco Moser Hennie Kuiper Andre Romero                  | GAN-Mercier Molteni Filotex                                              |                      |
| 61  | 1974 | Eddy Merckx Raymond Poulidor Vicente Lopez-Caril        | Domingo Perurena Eddy Merckx José-Luis Abilleira        | Patrick Sercu Eddy Merckx Barry Hoban                       |                                                             | KAS GAN-Mercier Molteni                                                  |                      |
| 60  | 1973 | Luis Ocaña Bernard Thévenet José-Manuel Fuente          | Pedro Torres José-Manuel Fuente Luis Ocaña              | Herman van Springel Joop Zoetemelk Luis Ocaña               |                                                             | BIC KAS Peugeot-BP                                                       |                      |
| 59  | 1972 | Eddy Merckx Felice Gimondi Raymond Poulidor             | Lucien Van Impe Eddy Merckx Joaquim Agostinho           | Eddy Merckx Rik Van Linden Joop Zoetemelk                   |                                                             | GAN-Mercier De Gribaldy Peugeot-BP                                       |                      |
| 58  | 1971 | Eddy Merckx Joop Zoetemelk Lucien Van Impe              | Lucien Van Impe Joop Zoetemelk Eddy Merckx              | Eddy Merckx Cyrille Guimard Gerben Karstens                 |                                                             | BIC Molteni Peugeot                                                      |                      |
| 57  | 1970 | Eddy Merckx Joop Zoetemelk Gösta Petterson              | Eddy Merckx Andres Gandarias Martin Vandenbossche       | Walter Godefroot Eddy Merckx Marino Basso                   |                                                             | Salvarani KAS Faema                                                      |                      |
| Nr  | År   | Vinder                                                  | Bjergkonkurrencen                                       | Pointkonkurrencen                                           | Ungdomskonkurrencen                                         | Holdkonkurrencen                                                         | Angrebskonkurrencen  |
| 56  | 1969 | Eddy Merckx Roger Pingeon Raymond Poulidor              | Eddy Merckx Roger Pingeon Joaquim Galera                | Eddy Merckx Jan Janssen Rini Wagtmans                       |                                                             | Faema Peugeot-BP KAS                                                     |                      |
| 55  | 1968 | Jan Janssen Herman Van Springel Ferdinand Bracke        | Aurelio Gonzalez Franco Bitossi Julio Jiménez           | Franco Bitossi Walter Godefroot Jan Janssen                 |                                                             | Spanien Belgien A Frankrig B                                             |                      |
| 54  | 1967 | Roger Pingeon Julio Jimenez Franco Balmamion            | Julio Jiménez Franco Balmamion Raymond Poulidor         | Jan Janssen Guido Reybrouck Georges Vandenberghe            |                                                             | Frankrig Holland Italien B                                               |                      |
| 53  | 1966 | Lucien Aimar Jan Janssen Raymond Poulidor               | Julio Jimenez Joaquim Galera Aurelio Gonzalez           | Willy Planckaert Gerben Karstens Edward Sels                |                                                             | KAS Ford France Peugeot-BP                                               |                      |
| 52  | 1965 | Felice Gimondi Raymond Poulidor Gianni Motta            | Julio Jimenez Frans Brands Joaquim Galera               | Jan Janssen Guido Reybrouck Felice Gimondi                  |                                                             | KAS Pelforth Molteni-Ignis                                               |                      |
| 51  | 1964 | Jacques Anquetil Raymond Poulidor Federico Bahamontes   | Federico Bahamontes Julio Jimenez Raymond Poulidor      | Jan Janssen Edward Sels Rudi Altig                          |                                                             | Pelforth Wiel’s-Groene Leeuw St. Raphaël-Gitane                          |                      |
| 50  | 1963 | Jacques Anquetil Federico Bahamontes José Perez-Frances | Federico Bahamontes Raymond Poulidor Guy Ignolin        | Rik Van Loy Jacques Anquetil Frederico Bahamontes           |                                                             | St. Raphaël-Gitane Pelforth Faema-Flandria                               |                      |
| 49  | 1962 | Jacques Anquetil Jef Planckaert Raymond Poulidor        | Federico Bahamontes Imerio Massignan Raymond Poulidor   | Rudi Altig Emile Daems Jean Graczyk                         |                                                             | St. Raphaël-Helyett Mercier-BP Faema-Flandria                            |                      |
| 48  | 1961 | Jacques Anquetil Guido Carlesi Charly Gaul              | Imerio Massignan Charly Gaul Hans Junkermann            | André Darrigade Jean Gainche Guido Carlesi                  |                                                             | Frankrig Belgien Italien                                                 |                      |
| 47  | 1960 | Gastone Nencini Graziano Battistini Jan Adriaensens     | Imerio Massignan Marcel Rohrbach Graziano Battistini    | Jean Graczyk Graziano Battistini Gastone Nencini            |                                                             | Frankrig Italien Belgien                                                 |                      |
| Nr  | År   | Vinder                                                  | Bjergkonkurrencen                                       | Pointkonkurrencen                                           | Ungdomskonkurrencen                                         | Holdkonkurrencen                                                         | Angrebskonkurrencen  |
| 46  | 1959 | Federico Bahamontes Henry Anglade Jacques Anquetil      | Federico Bahamontes Charly Gaul Gérard Saint            | André Darrigade Gérard Saint Jacques Anquetil               |                                                             | Belgien Frankrig Centre-Midi                                             |                      |
| 45  | 1958 | Charly Gaul Vito Favero Raphaël Gérminiani              | Federico Bahamontes Charly Gaul Jean Dotto              | André Darrigade Gérard Saint Jacques Anquetil               |                                                             | Belgien Italien Luxembourg/Holland                                       |                      |
| 44  | 1957 | Jacques Anquetil Marcel Janssens Adolf Christian        | Gastone Nencini Louis Bergaud Marcel Janssens           | Jean Forestier Wim Van Est Adolf Christian                  |                                                             | Frankrig Italien Belgien                                                 |                      |
| 43  | 1956 | Roger Walkowiak Gilbert Bauvin Jan Adriaensens          | Charly Gaul Federico Bahamontes Valentin Huot           | Stan Ockers Fernand Picot Gerrit Voorting                   |                                                             | Belgien Italien Holland                                                  |                      |
| 42  | 1955 | Louison Bobet Jean Brankart Charly Gaul                 | Charly Gaul Louison Bobet Jean Brankart                 | Stan Ockers Wout Wagtmans Miguel Poblet                     |                                                             | Frankrig Italien Belgien                                                 |                      |
| 41  | 1954 | Louison Bobet Ferdi Kübler Fritz Schär                  | Federico Bahamontes Louison Bobet Richard Van Genechten | Ferdi Kübler Stan Ockers Fritz Schär                        |                                                             | Schweiz Frankrig Belgien                                                 |                      |
| 40  | 1953 | Louison Bobet Jean Malléjac Giancarlo Astrua            | Jesus Lorono Louison Bobet Joseph Mirando               | Fritz Schär Fiorenzo Magni Raphaël Gérminiani               |                                                             | Holland Frankrig Nod-Est-Centre                                          |                      |
| 39  | 1952 | Fausto Coppi Stan Ockers Bernardo Ruiz                  | Fausto Coppi Antonio Gelabert Jean Robic                |                                                             |                                                             | Italien Frankrig Belgien                                                 |                      |
| 38  | 1951 | Hugo Koblet Raphaël Gérminiani Lucien Lazarides         | Raphaël Germiniani Gino Bartali Fausto Coppi            |                                                             |                                                             | Frankrig Belgien Italien                                                 |                      |
| 37  | 1950 | Ferdi Kübler Stan Ockers Louison Bobet                  | Louison Bobet Stan Ockers Jean Robic                    |                                                             |                                                             | Belgien A Frankrig Luxembourg                                            |                      |
| Nr  | År   | Vinder                                                  | Bjergkonkurrencen                                       | Pointkonkurrencen                                           | Ungdomskonkurrencen                                         | Holdkonkurrencen                                                         | Angrebskonkurrencen  |
| 36  | 1949 | Fausto Coppi Gino Bartali Jacques Marinelli             | Fausto Coppi Gino Bartali Jean Robic                    |                                                             |                                                             | Italien Oest-Nord Luxembourg                                             |                      |
| 35  | 1948 | Gino Bartali Brick Schotte Guy Lapébie                  | Gino Bartali Apo Lazarides Jean Robic                   |                                                             |                                                             | Belgien Frankrig Paris                                                   |                      |
| 34  | 1947 | Jean Robic Edouard Fachleitner Pierre Brambilla         | Pierre Brambilla Apo Lazarides Jean Robic               |                                                             |                                                             | Italien Frankrig Frankrig West                                           |                      |
|     |      | 1940-1946                                               | 2.Verdenskrig                                           |                                                             |                                                             |                                                                          |                      |
| Nr  | År   | Vinder                                                  | Bjergkonkurrencen                                       | Pointkonkurrencen                                           | Ungdomskonkurrencen                                         | Holdkonkurrencen                                                         | Angrebskonkurrencen  |
| 33  | 1939 | Sylvére Maes René Vietto Lucien Vlaemynck               | Sylvére Maes Edward Vissers Albert Ritserveldt          |                                                             |                                                             | Belgien B Frankrig Belgien A                                             |                      |
| 32  | 1938 | Roger Lapebie Mario Vicini Leo Arnberg                  | Félicien Vervaecke Mario Vicini Sylvére Maes            |                                                             |                                                             | Belgien Frankrig A Italien                                               |                      |
| 31  | 1937 | Gino Bartali Félicien Vervaecke Victor Cosson           | Gino Bartali Félicien Vervaecke Edward Vissers          |                                                             |                                                             | Frankrig Italien Tyskland                                                |                      |
| 30  | 1936 | Sylvére Maes Antonin Magne Félicien Vervaecke           | Julian Berrendero Sylvére Maes Federico Ezquerra        |                                                             |                                                             | Belgien Spanien Frankrig                                                 |                      |
| 29  | 1935 | Romain Maes Ambrogio Morelli Félicien Vervaecke         | Félicien Vervaecke Sylvére Maes Gabriel Ruozzi          |                                                             |                                                             | Belgien Frankrig Tyskland                                                |                      |
| 28  | 1934 | Antonin Magne Giuseppe Martano Roger Lapébie            | René Vietto Vicente Trueba Giuseppe Martano             |                                                             |                                                             | Frankrig Italien Schweiz                                                 |                      |
| 27  | 1933 | George Speicher Learco Guerra Giuseppe Martano          | Vicente Trueba Antonin Magne Giuseppe Martano           |                                                             |                                                             | Frankrig Belgien Tyskland                                                |                      |
| 26  | 1932 | André Leducq Kurt Stoepel Francesco Camusso             |                                                         |                                                             |                                                             | Italien Belgien Frankrig                                                 |                      |
| 25  | 1931 | Antonin Magne Jef Demuysere Antonio Pesenti             |                                                         |                                                             |                                                             | Belgien Frankrig Tyskland                                                |                      |
| 24  | 1930 | André Leducq Learco Guerra Antonin Magne                |                                                         |                                                             |                                                             | Frankrig Belgien Tyskland                                                |                      |
| Nr  | År   | Vinder                                                  | Bjergkonkurrencen                                       | Pointkonkurrencen                                           | Ungdomskonkurrencen                                         | Holdkonkurrencen                                                         | Angrebskonkurrencen  |
| 23  | 1929 | Maurice Dewaile Giuseppe Pancera Jef Demuysere          |                                                         |                                                             |                                                             | Alcyon                                                                   |                      |
| 22  | 1928 | Nicolas Frantz André Leducq Maurice Dewaele             |                                                         |                                                             |                                                             | Alcyon                                                                   |                      |
| 21  | 1927 | Nicolas Frantz Maurice Dewaele Julien Vervaecke         |                                                         |                                                             |                                                             | Alcyon                                                                   |                      |
| 20  | 1926 | Lucien Buysse Nicolas Frantz Bartolomeo Aimo            |                                                         |                                                             |                                                             | Automoto                                                                 |                      |
| 19  | 1925 | Ottavio Bottecchia Lucien Buysse Bartolomeo Aimo        |                                                         |                                                             |                                                             | Automoto                                                                 |                      |
| 18  | 1924 | Ottavio Bottecchia Nicolas Frantz Lucien Buysse         |                                                         |                                                             |                                                             | Automoto                                                                 |                      |
| 17  | 1923 | Henri Péllisier Ottavio Bottecchia Romain Bellenger     |                                                         |                                                             |                                                             | Automoto                                                                 |                      |
| 16  | 1922 | Firmin Lambot Jean Alavoine Félix Sellier               |                                                         |                                                             |                                                             | Peugeot                                                                  |                      |
| 15  | 1921 | Léon Scieur Hector Heusghem Honoré Barthélémy           |                                                         |                                                             |                                                             | La Sportive                                                              |                      |
| 14  | 1920 | Philippe Thys Hector Heusghem Fimin Lambot              |                                                         |                                                             |                                                             | La Sportive                                                              |                      |
| Nr  | År   | Vinder                                                  | Bjergkonkurrencen                                       | Pointkonkurrencen                                           | Ungdomskonkurrencen                                         | Holdkonkurrencen                                                         | Angrebskonkurrencen  |
| 13  | 1919 | Firmin Lambot Jean Alavoine Eugéne Christophe           |                                                         |                                                             |                                                             | La Sportive                                                              |                      |
| 12  | 1914 | Philippe Thys Henri Pélissier Jean Alavoine             |                                                         |                                                             |                                                             | Peugeot                                                                  |                      |
| 11  | 1913 | Philippe Thys Gustave Garrigou Marcel Buysse            |                                                         |                                                             |                                                             | Peugeot                                                                  |                      |
| 10  | 1912 | Odile Defraye Eugène Christophe Gustave Garrigou        |                                                         |                                                             |                                                             | Alcyon                                                                   |                      |
| 09  | 1911 | Gustave Garrigou Paul Duboc Émile Georget               |                                                         |                                                             |                                                             | Alcyon                                                                   |                      |
| Nr  | År   | Vinder                                                  | Bjergkonkurrencen                                       | Pointkonkurrencen                                           | Ungdomskonkurrencen                                         | Holdkonkurrencen                                                         | Angrebskonkurrencen  |
| 08  | 1910 | Octave Lapize François Faber Gustave Garrigou           |                                                         |                                                             |                                                             | Alcyon                                                                   |                      |
| 07  | 1909 | François Faber Gustave Garrigou Jean Alavoine           |                                                         |                                                             |                                                             | Alcyon                                                                   |                      |
| 06  | 1908 | Lucien Petit-Breton François Faber Georges Passerieu    |                                                         |                                                             |                                                             | Peugeot                                                                  |                      |
| 05  | 1907 | Lucien Petit-Breton Gustave Garrigou Émile Georget      |                                                         |                                                             |                                                             | Peugeot                                                                  |                      |
| 04  | 1906 | René Pottier Georges Passerieu Louis Trousselier        |                                                         |                                                             |                                                             | Peugeot                                                                  |                      |
| 03  | 1905 | Louis Trousselier H. Aucouturier J.-B. Dortignacq       |                                                         |                                                             |                                                             | Peugeot                                                                  |                      |
| 02  | 1904 | Henri Cornet J.-B. Dortignacq Aloos Catteau             |                                                         |                                                             |                                                             | La Francaise                                                             |                      |
| 01  | 1903 | Maurice Garin Lucien Pothier Fernard Augereau           |                                                         |                                                             |                                                             | La Francaise                                                             |                      |

1. ↑  Jan Ullrich erkendte senere, at han havde benyttet doping. På IUCs vinderliste er han registret som vinder, men med tilføjelsen om, at han havde brugt doping til at opnå sejren.
2. ↑  Riis erkendte i maj 2007, at han havde benyttet doping og blev af Tour de France-sociététet slettet fra den officielle vinderliste, som stadig ikke ser Riis som vinder. I juli 2008 kom han tilbage på IUCs vinderlisten, men med tilføjelser om, at han havde brugt doping til at opnå sejren.